# Daman stepní
Daman stepní (Heterohyrax brucei) je malý savec z řádu damani, který žije v Africe (Etiopie, Egypt, Somálsko, Jižní Afrika po
Angolu). Výskyt od nížin po horská pásma do výšky 3 800 m n. m.

## Morfologie
Menšího vzrůstu, váží od 1,3 do 4,5 kg. Vývojově a způsobem života tvoří přechodnou linii mezi skalními a stromovými damany, s výraznou noční aktivitou. Má nevýraznou hřbetní pachovou žlázu a masivní dolní čelistí. Živí se výhradně listů akácií a výhonků.
Damani jsou vzdálení příbuzní slonů. Mají mozek jako slon, žaludek jako kůň a kostru jako nosorožec.
Damani se dožívají v průměru 25 let.

## Rozmnožování
Žije ve skupinách až do 30 jedinců, někdy i společně se skalními damany. Březí je 305 dnů a rodí 1–3, obvykle 2 mláďata.

## Chov v zoo
V současnosti je v Česku chován v Zoo Plzeň a Zoo Praha. Na Slovensku pak od roku 2017 v Zoo Bojnice (odchovy ze Zoo Antverpy). V celé Evropě byl v dubnu 2018 k vidění jen v 18 zoo, z toho 12 v Německu, a tak patří k nejvzácněji chovaným savcům.

### Chov v Zoo Praha
Druh byl chován již v letech 1976–1988. Do sedmdesátých let 20. století se také datuje český prvoodchov. Současný chov se datuje od roku 2016, kdy přišli jeden samec a dvě samice ze zoo v německém Bernburgu. V roce 2017 se podařilo odchovat dvě mláďata. Na počátku roku 2018 tak bylo chováno pět jedinců. V průběhu roku 2018 bylo odchováno jedno mládě (samec). Na konci roku 2018 byli v Zoo Praha chováni dva jedinci (samec a samice). V prosinci 2019 se narodila dvě mláďata.
Daman stepní je k vidění v pavilonu Afrika zblízka v horní části zoo.